# درویشلی
درویشلی (به ترکی آذربایجانی: Dərvişli) یک منطقه مسکونی در جمهوری آذربایجان است که در شهرستان بیله‌سوار (جمهوری آذربایجان) واقع شده است. درویشلی ۱۳۷۴ نفر جمعیت دارد.